# Charles Augustin Sainte-Beuve
Charles Augustin Sainte-Beuve (Bolonha do Mar, 23 de dezembro de 1804 – Paris, 13 de outubro de 1869) foi um crítico literário e uma das grandes figuras da história da literatura francesa.
A metodologia crítica de Saint-Beuve fundamentava-se sobre o fato de que a obra de um escritor seria primeiramente todo um reflexo de sua vida e se poderia explicar por ela; este método se estabelece sobre a busca do intento poético do autor (intencionalismo), e sobre suas qualidades pessoais (biografismo).   
Tal sistema esteve esporadicamente à mercê de críticas subsequentes: Marcel Proust, em seu ensaio ‘Contre-Saint-Beuve’, foi o primeiro a contestar a visão crítica do escritor francês, e a escola formalista russa, bem como os críticos Curtius e Spitizer, os seguiram neste caminho.
As concepção de Saint-Beuve foi retomada por Jean-Paul Sartre, o qual acreditou na teoria da ligação entre o escritor e sua obra. A literatura seria um sinônimo de compromisso, e por esta razão os pensamentos e idéias do autor se refletiriam em sua escritura.

## Biografia
Órfão de pai, ele fez seus estudos no colégio de Bolonha, e em seguida na Escola de Medicina de Paris, contudo abandonando-a rapidamente e ingressando então, aos vinte anos, no jornal Le Globe". Observa-se que seu nome de família faz referência à Beuve de Reims, uma virgem, abadessa e santa do século XII.
O escritor travou relação amistosa com o dramaturgo Victor Hugo, com o qual acompanhou as reuniões e saraus de Charles Nodier na Biblioteca do Arsenal, além de manter ainda uma ligação amorosa com a esposa do referido dramaturgo francês. (Adèle Foucher).
Após os prejuízos de seus romances, Sainte-Beuve lançou-se aos estudos literários, dentre os quais o seu mais conhecido trabalho é Port-Royal, e colaborações em particular para a revista contemporânea. Port-Royal (1837-1859) é o trabalho mais proeminente da obra de Sainte-Beuve, e descreve a história da abadia de Port-Royal des Champs, no tocante a sua origem até sua destruição. Este livro resultou de um curso ministrado na Academia de Lausanne, e desempenhou um importante papel na renovação da história religiosa. Certos historiadores classificam Port-Royal como uma "tentativa de história total".
Diferentemente de Victor Hugo, ele apoiou o Segundo Império em 1852, e fez parte das assembleias do Senado até sua morte em 1869.

## Críticas a Sainte-Beuve
Além de ser criticado por seu método, Sainte-Beuve também é acusado de demonstrar, às vezes, escassa lucidez crítica: ele incensou escritores hoje totalmente esquecidos e criticou, de forma violenta, grandes artistas como Baudelaire, Stendhal e Balzac.

## Obras

### Poesia
- Vie, poésies et pensées de Joseph Delorme (1829)
- Les Consolations (1830
- Pensées d'août (1837)
- Livre d’amour (1843)
- Poésies complètes (1863)

### Romances e Novelas
- Volupté (1835)
- Madame de Pontivy (1839)
- Christel (1839)
- Le Clou d’or qu'il dédia à Sophie de Bazancourt, femme du général François Aimé Frédéric Loyré d'Arbouville.
- La Pendule (1880)

### Estudos críticos
- Tableau historique et critique de la poésie française et du théâtre français au XVIe siècle (1828), 2 volumes
- Port-Royal (1840-1859), 5 volumes
- Portraits littéraires (1844 et 1876-78), 3 volumes
- Portraits contemporains (1846 et 1869-71), 5 volumes
- Portraits de femmes (1844 et 1870)
- Causeries du lundi (1851-1881), 16 volumes
- Nouveaux lundis (1863-1870), 13 volumes
- Premiers lundis (1874-75), 3 volumes
- Étude sur Virgile (1857)
- Chateaubriand et son groupe littéraire (1860), 2 volumes
- Le Général Jomini (1869)
- Madame Desbordes-Valmore (1870)
- M. de Talleyrand (1870)
- P.-J. Proudhon (1872)
- Chroniques parisiennes (1843-1845 e 1876)
- Les cahiers de Sainte-Beuve (1876)
- Mes poisons (1926)

### Correspondência
- Lettres à la princesse (Mathilde) (1873)
- Correspondance (1877-78), 2 volumes
- Nouvelle correspondance (1880)
- Lettres à Collombet (1903)
- Correspondance avec M. et Mme Juste Olivier (1904)
- Lettres à Charles Labitte (1912)
- Lettres à deux amies (1948)
- Lettres à Georges Sand
- Lettres à Adèle Couriard
- Correspondance générale, 19 volumes[1].